# Der russische Wald
Der russische Wald (Originaltitel: Русский лес Russki les) ist ein 1953 erschienener Roman von Leonid Leonow, für den der Autor 1957 den Leninpreis erhielt.

## Inhalt
Moskau 1941.

Iwan Matwejitsch Wichrow und Alexander „Sascha“ Jakowlewitsch Grazianski, Professoren der Forstwirtschaft an einem Moskauer Institut, bilden das (fiktive) „Doppelgestirn der sowjetischen Forstwirtschaft“. Während ersterer für einen nachhaltigen Forstbetrieb eintritt, wonach dem Wald nur soviel Holz entnommen werden darf, wie nachwächst, und er auch auf die katastrophalen Folgen der Bodenerosion hinweist, wird er von letzterem attackiert, dass er mit seinen Lehren dem Volk das Holz aus romantischen Motiven oder jedenfalls mit fraglichen wissenschaftlichen Begründungen vorenthalte. Der Zweite Weltkrieg treibt den jahrelang schwelenden Konflikt einem Höhepunkt und einer „Lösung“ zu (G.s Selbstmord) und klärt „nebenbei“ W.s Familienverhältnisse (v. a. zu seiner (Ex-)Frau und zu seiner Tochter).
Man erschließt sich, dass die beiden ca. 1894 geboren wurden. Während Wichrow aus einfachsten, bäuerlichen Verhältnissen vom Land stammt, wächst Grazianski behütet in der Petersburger Mittelschicht auf. Die beiden lernen sich kennen (und freunden sich in gewissem Umfang an), während sie beide in Petersburg studieren. Sie werden Zeitzeugen der Situation des Russland vor der Oktoberrevolution (etwa des Attentats auf Stolypin) bzw. nehmen als Akteure Einfluss.

## Struktur
Die oberste Erzählebene des umfangreichen (ca. 800 Seiten, etwa 230.000 Wörter) Romans spielt zwischen 1941 und ca. 1943 v. a. in Moskau. Umfangreiche Rückblenden beleuchten Episoden aus der Vergangenheit der Protagonisten ab ca. 1900. Im letzten Drittel wird diese Form etwas dynamischer, indem in aufeinander folgenden Kapiteln Ereignisse geschildert werden, die eigentlich parallel ablaufen.

Einen besonders geschlossenen Einschub bildet eine Vorlesung, die Wichrow vor künftigen Studenten hält (in der Originalausgabe 32 Seiten). Ca. 60 % des Textes werden dem Leser von einem allwissenden, stets ironisch Abstand bewahrenden, Erzähler präsentiert, der Rest setzt sich hauptsächlich aus wörtlichen Reden der Romanfiguren zusammen.

## Rezeption
Der Roman galt als Klassiker des Sozialistischen Realismus; er wurde viele Male aufgelegt. Der Autor hielt sich nach Meinung von Literaturkritikern an die ideologische Vorgabe, ein Loblied auf den „neuen kommunistischen Menschen“ zu singen. Seit der Perestroika Ende der 1980er Jahre wird er aber auch zunehmend als Manifest für nachhaltigen Naturschutz gelesen, weil darin auch vor einer Klimaveränderung infolge des Raubbaus der russischen Holzindustrie gewarnt wird.

## Übersetzung
- Der russische Wald. Übersetzt von Maximilian Schick, Maria Riwkin und Lieselotte Remané. Verlag Kultur und Fortschritt, Berlin/DDR 1960.
- Westdeutsche Lizenzausgabe: Der russische Wald. Verlag Röderberg, Frankfurt/M. 1979, ISBN 3-87682-585-7.

## Verfilmung
Der Roman wurde 1964 verfilmt; Regie führte Wladimir Petrow.